# Серая Шейка
«Се́рая ше́йка» — советский рисованный мультипликационный фильм, снятый в 1948 году на киностудии «Союзмультфильм» по мотивам одноимённого рассказа Дмитрия Мамина-Сибиряка 1891 года. Режиссёры Леонид Амальрик и Владимир Полковников, объединённые схожими творческими стремлениями, при работе над мультфильмом нашли собственный стиль.

## Сюжет
Мультипликационный фильм «Серая шейка», созданный по мотивам одноимённого рассказа Дмитрия Мамина-Сибиряка, рассказывает маленьким зрителям о том, как важна в жизни дружба.
Однажды уточка по имени Серая шейка спасла зайца, на которого напала лиса. Зайка остался живым и невредимым, а уточке лиса перебила крыло и она не смогла улететь на юг с остальными птицами. Осталась Серая шейка зимовать в полынье, которая, с каждым днём замерзая, становилась всё меньше и меньше. Да и лисица повадилась приходить к полынье в ожидании, пока сможет достать уточку. Серой шейке пришлось бороться за свою жизнь, спасаясь от коварной лисы, но, благодаря дружбе с зайцем и глухарём, ей удалось не стать обедом для рыжей хищницы и научиться заново летать.

## Создатели
- Сценарий Георгия Берёзко
- Режиссёры: Леонид Амальрик, Владимир Полковников
- Режиссёр-консультант: Виктор Громов
- Художник-постановщик: Александр Трусов
- Композитор: Юрий Никольский
- Оператор: Николай Воинов
- Звукооператор: С. Ренский
- Дирижёр: Григорий Гамбург
- Художники-мультипликаторы:
  - Надежда Привалова
  - Фёдор Хитрук
  - Александр Беляков
  - Фаина Епифанова
  - Борис Петин
  - Иосиф Старюк
  - Борис Меерович
  - Татьяна Таранович
  - Борис Титов
  - Ламис Бредис
  - Лидия Резцова
  - Роман Давыдов
  - Борис Степанцев
  - Дмитрий Белов
  - Вадим Долгих
- Художники-декораторы: Галина Невзорова, Ирина Светлица, Дмитрий Анпилов, Константин Малышев
- Технический ассистент: Ирина Кульнева
- Монтажёр: Александра Фирсова

## В ролях
| Актёр              | Роль        |
| ------------------ | ----------- |
| Владимир Попов     |             |
| Фёдор Курихин      |             |
| Евгения Морес      | Серая шейка |
| Виктория Иванова   |             |
| Валентина Телегина |             |
| Лидия Казьмина     | лиса        |
| Юрий Хржановский   |             |

- Актёры, которые озвучивали роли, не указаны в титрах, но перечислены вместе со всей съёмочной группой (кроме Ю. Хржановского) в Приложении на странице 203 в книге: Фильмы-сказки. Сценарии рисованных фильмов. Выпуск 1 (1950).

## Награды
Мультфильм «Серая шейка» был награждён на фестивалях:
- 1949 — IV МКФ в Марианске Лазне (ЧССР) — Премия за лучший анимационный фильм для детей;
- 1949 — II МКФ трудящихся в городах Чехословакии — Премия за лучший детский фильм;
- 1952 — МКФ в Бомбее — Приз «Мраморная ваза».

## Оценки критиков
В «Очерках истории советского кино» (том 3) указывается, что фильм стал определяющим пути развития жанра мультипликации в течение нескольких лет. Первый директор студии «Союзмультфильм» Н. М. Кива оценивал фильм как «трогательный, строго выдержанный стилистически, мягкий, лиричный, психологически точный».
По мнению И. П. Иванова-Вано фильм стал «одним из итогов всех предшествующих исканий советской мультипликации и одновременно первым фильмом, созданным на основе освоения художественных традиции смежных искусств». Он также характеризовал «Серую шейку» как «фильм классический: по режиссёрскому строю, убедительной, волнующей игре рисованных nерсонажей, их органическому слиянию с изобразительным миром декораций и эмоционально выразительной музыкой Ю. Никольского».
Критик Лариса Малюкова в своей книге 2013 г. отметила, что

«„Серая шейка“ (1948) Полковникова и Амальрика до сих пор сражает поразительной графикой, мягкой цветовой палитрой, в которой невероятным образом передана тонкая гамма настроений … Одна из самых пронзительных, человечных и драматичных картин послевоенного времени отличается выдающейся работой одушевителей, тончайшей психологической разработкой характеров».

## Реставрация и переозвучивание
В 2001 году мультфильм был отреставрирован и заново переозвучен компаниями ООО «Студия АС» и ООО «Детский сеанс 1». В новой версии была полностью заменена фонограмма, к переозвучиванию привлечены современные актёры, в титрах заменены данные о звукорежиссёре и актёрах озвучивания. Переозвучка была крайне негативно воспринята как большинством телезрителей, так и членами профессионального сообщества. Качество реставрации также иногда подвергается критике. Такую версию выпускали на DVD.
- Озвучивание 2001 года: Ирина Маликова, Татьяна Канаева, Виталий Ованесов (селезень), Юльен Балмусов (глухарь)